# مارسيل هغ
مارسيل هغ هو منافس ألعاب قوى سويسري، ولد في 18 يناير 1986 في فين في سويسرا.

## وصلات خارجية
- مارسيل هغ على موقع Paralympic.org (الإنجليزية)
- مارسيل هغ على موقع IPC.InfostradaSports.com (مؤرشف) (الإنجليزية)